# Honda VT500C
La Honda Shadow 500cc o "Honda VT500C" fue una motocicleta formaba parte de la línea de  motocicletas Honda Shadow tipo crucero. Producida por Honda a mediados de los años 1980s venía a ser el modelo introductorio a la línea Shadow.

## Modelos
- El primer modelo fue el de 1983, tenía tapas laterales cromadas y negras para el motor. El faro frontal era rectangular y cromado y tenía una sola corneta para el claxon. Su motor era el de la Honda VT500: un 491 cc de 2 cilindros en V con árbol de levas en la cabeza (OHC) con 3 válvulas por cilindro, enfriado a líquido. Tenía una caja de 6 velocidades y transmisión final a eje y cardán.

- En 1984, la "VT500C' tenía el mismo color para el tanque de combustible y la salpicadera trasera. La salpicadera delantera estaba cromada y las tapas laterales del motor de color negro. El faro estaba cromado y abajo del mismo, una sola bocina de claxon. El motor era el mismo que el de 1983.

- En 1985 la "VT500C" tenía faros delanteros cromados y redondeados con 2 bocinas de claxon. Un asiento de 2 secciones con respaldo para el pasajero. A partir de ese año las tapas del motor fueron cromadas y las aletas de disipación de calor del motor se agrandaron. El letrero "Honda" del tanque era curvo en lugar de recto.

- Para el modelo de 1986, la "VT500C" no tuvo cambios.